# Tetsudō-ō
Tetsudō-ō (鉄道王, Rei da Ferrovia, em tradução livre) é um jogo eletrônico de tabuleiro lançado pela dB-SOFT em 12 de dezembro de 1987 para o Family Computer. Posteriormente, a Atlus lançou Tetsudō-ō' 96 Iku ze Okumanchōja! ! (鉄道王'96 いくぜ億万長者!!) e  Tetsudō-ō 2 Sekai Seifuku no Yabō (鉄道王2 世界征服の野望) para PlayStation. A Netfarm Communications, que efetivamente assumiu os negócios da dB-SOFT, lançou os aplicativos Java para celular Tetsudō-ō Neo (鉄道王neo) e Tetsudō-ō Neo900 (鉄道王neo900).

## Conteúdo do jogo
A jogabilidade é semelhante ao padrão dos jogos de tabuleiro comuns, onde os jogadores giram a roleta e avançam para o destino de acordo com o resultado. Ao chegar, são recompensados com dinheiro e competem pela supremacia financeira. Esse sistema é semelhante à série Momotarou Dentetsu que foi lançada posteriormente. No entanto, enquanto Momotarou Dentetsu se foca principalmente na aquisição de propriedades e imóveis, "Rei da Ferrovia", como o nome sugere, foca na aquisição de ferrovias.
Além disso, incorpora elementos semelhantes aos do jogo Monopoly, onde os jogadores podem comprar as ferrovias pelas quais passaram. No entanto, ao contrário do Monopoly, não é obrigatório outros jogadores passarem pelas vias adquiridas, o que muitas vezes resultava em prejuízo ao serem contornadas.
Existem alguns minijogos em que quanto mais atrasado o jogador estiver, menos opções ele terá, e os jogadores que jogam primeiro podem comprar trilhos e estações primeiro, o que pode tornar o jogo um pouco injusto.
Além disso, o evento de troca de ativos, considerado um defeito grave no equilíbrio do jogo, pode levar à troca de seus ativos (às vezes todos) com outro personagem jogador de forma aleatória ou escolhido por você.
Como a roleta é lenta, é fácil cronometrar e este evento pode causar uma reviravolta repentina no jogo, sendo criticado por prejudicar significativamente o equilíbrio do jogo. No entanto, o evento está presente em todas as versões para console.
No "Rei da Ferrovia 2", a personalidade dos personagens foi aprimorada e o jogo foi dublado. Existem 10 personagens jogáveis. Além disso, um personagem de interferência chamado "Rei da Ferrovia Maligno" (悪の鉄道王, Aku no tetsudō-ō) foi inserido, com ações maliciosas como cuspir fogo para destruir trilhos a cada turno (mês). Quando o jogador encontra um rival ou o Rei da Ferrovia Maligno no mapa, ocorre uma batalha. O resultado da batalha é determinado pelo nível de armamento do trem.

## Exemplo de cidades no jogo
No jogo, todos os nomes das cidades no mapa são escritos em hiragana (exemplo: Londres → ろんどん).
Reino Unido:
- Londres (ろんどん)
- Bristol (ぶりすとる)
- Birmingham (ばーみんがむ)
- Cambridge (けんぶりっじ)
- Portsmouth (ぽーつます)
- Dover (どーばー)

França:
- Paris (ぱり)
- Lyon (りよん)
- Nantes (なんと)
- Le Mans (るまん)
- Cherbourg (しぇるぶーる)
- Le Havre (るあーぶる)

Países Baixos:
- Amsterdam (あむすてるだむ)

Bélgica:
- Bruxelas (ぶりゅっせる)

Luxemburgo:
- Luxemburgo (るくせんぶるく)

Alemanha Ocidental:
- Hamburgo (はんぶるく)
- Stuttgart (しゅとぅっとがると)
- Nuremberg (にゅるんべるく)
- Hannover (はのーばー)
- Frankfurt (ふらんくふると)
- Bonn (ぼん)
- Munique (みゅんへん)
- Dortmund (どるとむんと)

Suíça:
- Berna (べるん)
- Zurique (ちゅーりひ)

## Versão para dispositivos móveis
A versão para dispositivos móveis traz novos personagens e uma nova visão de mundo, com muitas mudanças e adições ao jogo.
A característica mais notável é o número de mapas, com um total de 29 para escolher. No entanto, como é um aplicativo gratuito, além dos mapas que podem ser jogados gratuitamente, outros mapas estão disponíveis para compra.
Em Rei da Ferrovia 2, o jogador podia escolher entre 10 personagens, mas em Rei da Ferrovia Neo, o número de personagens foi reduzido para 5 novos personagens. Diferentemente da versão para console, onde a única diferença era a natureza estratégica da IA, as alterações nas pontuações de habilidade permitem a diferenciação de parâmetros imediatamente após o início do jogo.